# Великие книги западной цивилизации

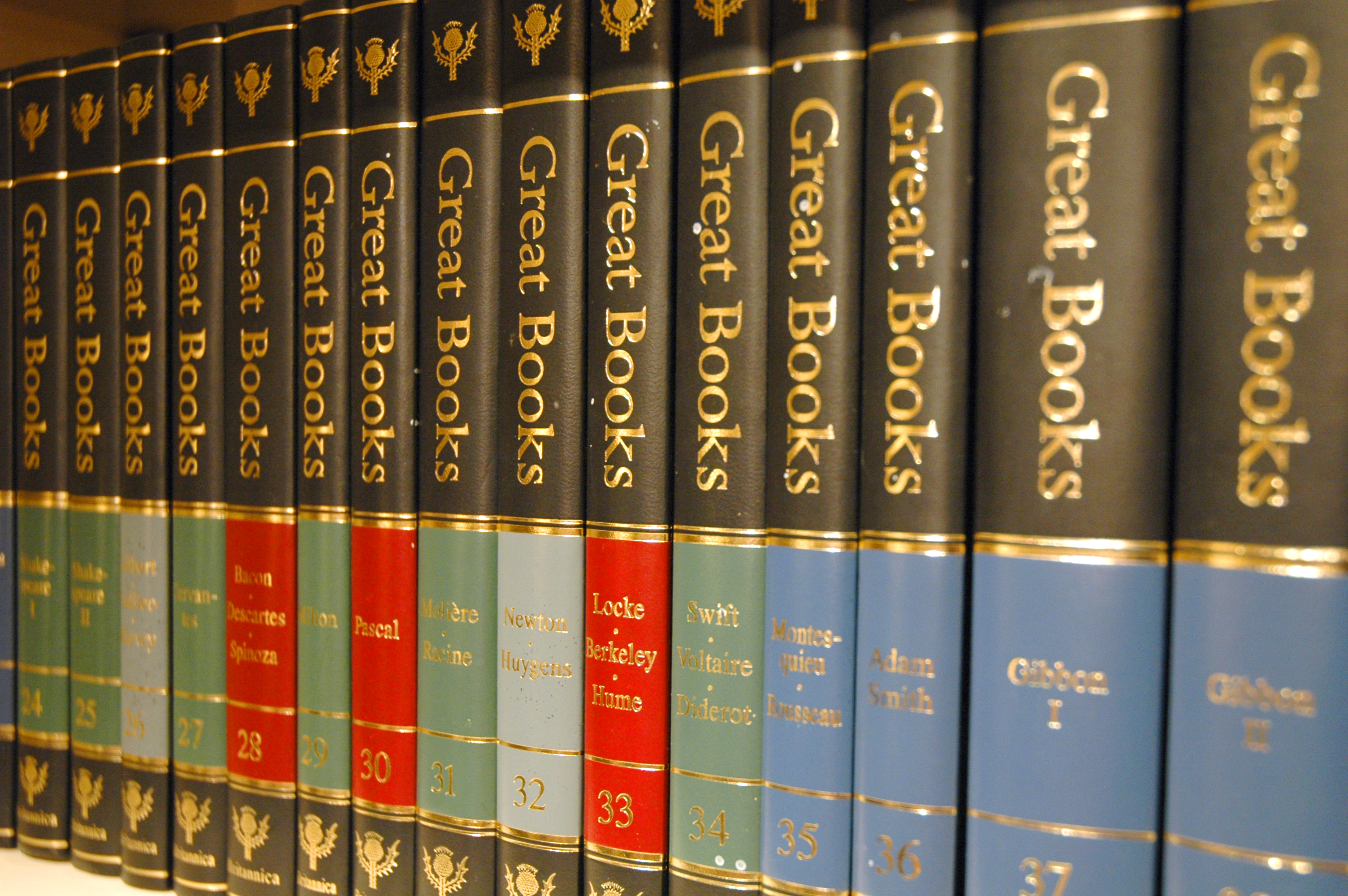
Великие книги Западной цивилизации (второе издание)

Великие книги Западной цивилизации — книжная серия лучших образцов западной мысли, впервые напечатанная в США в 1952 году издательством Энциклопедия Британника. Первое издание состояло из 54 томов. В настоящее время опубликовано второе издание серии, включающее 60 томов.

## История
Идея проекта зародилась в Чикагском университете. Президент университета Роберт Хатчинс в соавторстве с Мортимером Адлером разработали курс, предназначенный для заполнения пробелов в образовании по трудам выдающихся западных мыслителей за последние три тысячелетия.
Среди первых студентов, прослушавших курс, был Уильям Бентон, будущий сенатор США и впоследствии CEO издательства Энциклопедия Британника. Бентон предложил Хатчинсу и Адлеру отредактировать сформированный им список книг. Хатчинс опасался, что серия будет рассматриваться как энциклопедия. Однако, он согласился участвовать в проекте, его взнос составил 60 000 долларов США. Всего затраты на первом этапе реализации проекта составили 2 000 000 долларов США.
15 апреля 1952 года результат серия была представлена в Отеле Астория в Нью-Йорке.
В своем выступлении по случаю торжественной презентации проекта Хатчинс заявил: «Это не просто набор книг. Великие книги Западной цивилизации — акт нашего благочестия. Это источник нашего бытия. Это наше наследие. Это и есть Запад. Это смысл его существования для всего человечества». Первые два тома были подарены Королеве Великобритании Елизавете II и президенту США Гарри Трумену.
В 1952 году было продано 1863 набора книг, годом поздней удалось реализовать лишь 19 наборов. Неудачный коммерческий результат проекта послужил поводом для издательства изменить стратегию продаж. Великие книги Западной цивилизации стали продавать торговцы энциклопедиями (чего и опасался Хатчинс). В 1961 году коммивояжёры реализовали 50 000 наборов. В 1963 году редакторы серии выпустили 10-томное издание Начального курса по Великим Книгам, оформленное как введение к произведениям авторов и тем серии Великие книги Западной цивилизации. С 1961 по 1998 годы издательство выпускало Великие идеи сегодня — ежегодное обновление и дополнение к серии.

## Содержание томов
54 тома серии Великие книги Западной цивилизации включают такие темы, как художественная литература, история, поэзия, естественные науки, математика, философия, драма, политика, религия, экономика и этика. Первый том Лучшие монологи, Хатчинс написал в качестве введения и как дискурс по кругу учебных дисциплин Эллады и Древнего Рима. Адлер был автором следующих двух томов. «Лучшие идеи: Синтопикон», как способ подчеркнуть общность серии, и, как следствие, западной мысли в целом. Сотрудники проекта сгруппировали темы в 102 главы, к каждой из которых Адлер написал введение. Цвет обложки тома соответствует категории, к которой относятся произведения, включенные в том. Серия включает следующие произведения:
Том 1
- Лучшие монологи

Том 2
- Синтопикон I: Ангел, Животные, Аристократия, Искусство, Астрономия, Красота, Бытие, Причина, Индетерминизм, Обмен, Гражданин, Конституция, Мужество, Правово́й обы́чай и Договор, Дефиниция, Демократия, Влечение, Диалектика, Долг, Образование, Элеме́нт, Эмоция, Вечность, Эволюция, О́пытное знание, Семья, Судьба, Форма, Бог, Добро и Зло, Правительство, Привыкание, Счастье, История, Честь, Гипотеза, Идея, Бессмертие, Индукция, Бесконечность, Правосудие, Справедливость, Знание, Труд, Язык, Закон, Свобода, Жизнь и Смерть, Логика, и Любовь

Том 3
- Синтопикон II: Мужчина, Математика, Материя, Механика, Медицина, Память и Воображение, Метафизика, Ум, Монархия, Природа, Крайняя необходимость и Случайность, Олигархия, Единица и Множество, Мнение, Противоположность, Философия, Физика, Удовольствие и Боль, Поэзия, Принцип, Прогресс, Пророчество, Благоразумие, Наказание, Качество, Количество, Разум, Отношение, Религия, Революция, Риторика, Тождество и Другой, Наука, Ощущение, Знак и Символ, Грех, Рабство, Душа, Пространство, Государство, Умеренность, Теология, Время, Истина, Тирания, Общее и Частное, Добродетель и Порок, Война и Мир, Здоровье, Воля, Мудрость, и Мир

Том 4
- Гомер
  - Илиада
  - Одиссея

Том 5
- Эсхил
  - Просительницы
  - Персы
  - Семеро против Фив
  - Прометей прикованный
  - Орестея
    - Агамемнон
    - Плакальщицы
    - Эвмениды
- Софокл
  - Фиванский цикл сказаний
    - Царь Эдип
    - Эдип в Колоне
    - Антигона

  - Аякс
  - Электра
  - Трахинянки
  - Филоктет
- Еврипид
  - Рес
  - Медея
  - Ипполит
  - Алкеста
  - Гераклиды
  - Просительницы
  - Троянки
  - Ион
  - Елена
  - Андромаха
  - Электра
  - Вакхнаки
  - Гекуба
  - Геракл
  - Финикиянки
  - Орест
  - Ифигения в Тавриде
  - Ифигения в Авлиде
  - Циклоп
- Аристофан
  - Ахарняне
  - Всадники
  - Облака
  - Осы
  - Мир
  - Птицы
  - Лягушки
  - Лисистрата
  - Женщины на празднике Фесмофорий
  - Женщины в народном собрании
  - Плутос

Том 6
- Геродот
  - История
- Фукидид
  - История Пелопоннесской войны

Том 7
- Платон
  - Хармид
  - Лисид
  - Лахет
  - Протагор
  - Эвтидем
  - Кратил
  - Федр
  - Ион
  - Пир
  - Менон
  - Евтифрон
  - Апология
  - Критон
  - Федон
  - Горгий
  - Государство
  - Тимей
  - Критий
  - Парменид
  - Театет
  - Софист
  - Политик
  - Филеб
  - Законы
  - Письма

Том 8
- Аристотель
  - Категории
  - Об истолковании
  - Первая аналитика
  - Вторая аналитика
  - Топика
  - О софистических опровержениях
  - Физика
  - О возникновении и уничтожении
  - Метеорологика
  - Метафизика
  - О душе
  - Малые труды

Том 9
- Аристотель
  - История животных
  - О частях животных
  - О движении животных
  - О разделении животных
  - О возникновении животных
  - Никомахова этика
  - Политика
  - Афинская полития
  - Риторика
  - Поэтика

Том 10
- Гиппократ
  - Гиппократовский корпус
- Гален
  - О естественных способностях

Том 11
- Евклид
  - Начала Евклида
- Архимед
  - О шаре и цилиндре
  - Измерение круга 
  - О коноидах и сфероидах
  - О спиралях
  - О равновесии плоских фигур
  - Псаммит
  - Квадратура параболы
  - О плавающих телах
  - Книга лемм
  - Послание к Эратосфену о методе
- Аполлоний Пергский
  - Труд о конических сечениях
- Никомах Герасский
  - Введение в арифметику

Том 12
- Лукреций
  - О природе вещей
- Эпиктет
  - Руководство
- Марк Аврелий
  - К самому себе

Том 13
- Вергилий
  - Буколики
  - Георгики
  - Энеида

Том 14
- Плутарх
  - Сравнительные жизнеописания

Том 15
- Тацит
  - Анналы
  - История

Том 16
- Птолемей
  - Альмагест
- Николай Коперник
  - О вращении небесных сфер
- Иоганн Кеплер
  - Сокращение коперниканской астрономии
  - Гармония мира

Том 17
- Плотин
  - Эннеады

Том 18
- Августин Аврелий
  - Исповедь
  - О граде Божьем
  - Об истинной религии

Том 19
- Фома Аквинский
  - Сумма теологии (Первый том, избранное из второго тома)

Том 20
- Фома Аквинский
  - Сумма теологии (Избранное из второго и третьего томов и приложение)

Том 21
- Данте Алигьери
  - Божественная комедия

Том 22
- Джефри Чосер
  - Троил и Крессида
  - Кентерберийские рассказы

Том 23
- Николо Макиавелли
  - Государь
- Томас Гоббс
  - Левиафан или материя, форма и власть государства церковного и гражданского

Том 24
- Франсуа Рабле
  - Гаргантюа и Пантагрюэль

Том 25
- Мишель Монтень
  - Опыты

Том 26
- Вильям Шекспир
  - Король Генрих VI, часть 1
  - Король Генрих VI, часть 2
  - Король Генрих VI, часть 3
  - Ричард III
  - Комедия ошибок
  - Тит Андроник
  - Укрощение строптивой
  - Два веронца
  - Бесплодные усилия любви
  - Ромео и Джульетта
  - Ричард II
  - Сон в летнюю ночь
  - Король Иоанн
  - Венецианский купец
  - Генрих IV, часть 1
  - Генрих IV, часть 2
  - Много шума из ничего
  - Генрих V
  - Юлий Цезарь
  - Как вам это понравится

Том 27
- Вильям Шекспир
  - Двенадцатая ночь, или что угодно;
  - Гамлет
  - Виндзорские насмешницы
  - Троил и Крессида 
  - Конец - делу венец
  - Мера за меру
  - Отелло
  - Король Лир
  - Макбет
  - Антоний и Клеопатра
  - Кориолан
  - Тимон Афинский
  - Перикл
  - Цимбелин
  - Зимняя сказка
  - Буря
  - Генрих VIII
  - Сонеты

Том 28
- Вильям Гилберт
  - О магните, магнитных телах и большом магните
- Галилео Галилей
  - Математические доказательства, касающиеся двух новых отраслей науки, относящихся к механике и местному движению
- Вильям Гарвей
  - Анатомическое исследование о движении сердца и крови у животных
  - Исследования кровообращения
  - Исследования о зарождении животных

Том 29
- Мигель Сервантес
  - Хитроумный идальго Дон Кихот Ламанчский

Том 30
- Фрэнсис Бэкон
  - О значении и успехе знания, божественного и человеческого
  - Новый Органон
  - Фрэнсис Бэкон. Новая Атлантида

Том 31
- Рене Декарт
  - Правила для руководства ума
  - Рассуждение о методе, чтобы верно направлять свой разум и отыскивать истину в науках
  - Размышления о первой философии
  - Геометрия
- Бенедикт Спиноза
  - Этика, доказанная в геометрическом порядке и разделенная на пять частей

Том 32
- Джон Мильтон
  - English Minor Poems
  - Потерянный рай
  - Самсон-борец
  - Ареопагитика

Том 33
- Блез Паскаль
  - Письма к провинциалу
  - Мысли
  - Научные и математические труды

Том 34
- Исаак Ньютон
  - Математические начала натуральной философии
  - Оптика или трактат об отражениях, преломлениях, изгибаниях и цветах света
- Кристиан Гюйгенс
  - Трактат о свете

Том 35
- Джон Локк
  - Письма о веротерпимости
  - Второй трактат о гражданском правлении
  - Опыт о человеческом разумении
- Джордж Беркли
  - Трактат о принципах человеческого знания
- Дэвид Юм
  - Исследование о человеческом познании

Том 36
- Джонатан Свифт
  - Путешествия Гулливера
- Лоренс Стерн
  - Жизнь и мнения Тристрама Шенди, джентльмена

Том 37
- Генри Филдинг
  - История Тома Джонса, найдёныша

Том 38
- Шарль-Луи де Секонда, барон Ля Брэд и де Монтескьё
  - О Духе законов
- Жан-Жак Руссо
  - Рассуждении о происхождении неравенства между людьми
  - О политической экономии
  - Общественный договор

Том 39
- Адам Смит
  - Исследование о природе и причинах богатства народов

Том 40
- Эдвард Гиббон
  - История упадка и разрушения Римской империи (Том 1)

Том 41
- Эдвард Гиббон
  - История упадка и разрушения Римской империи (Том 2)

Том 42
- Иммануил Кант
  - Критика чистого разума
  - Основы метафизики нравственности
  - Критика практического разума
  - Извлечения из Метафизики нравов
    - Введение в учение о добродетели
    - Введение в метафизику нравов
    - Учение о праве

  - Критика способности суждения

Том 43
- Государственные документы США
  - Декларация независимости
  - Статьи Конфедерации
  - Конституция США
- Александр Гамильтон, Джеймс Медисон, Джон Джей
  - Федералист
- Джон Стюарт Милль
  - О свободе
  - Размышления о представительном правлении
  - Утилитаризм

Том 44
- Джеймс Босуэлл
  - Жизнь Сэмюэля Джонсона

Том 45
- Антуан Лоран Лавуазье
  - Элементарный курс химии
- Жан Батист Жозеф Фурье
  - Аналитическая теория тепла
- Майкл Фараде́й
  - Экспериментальные исследования по электричеству

Том 46
- Георг Вильгельм Фридрих Ге́гель
  - Основания философии права
  - Философия истории

Том 47
- Иога́нн Во́льфганг фон Гёте
  - Фауст

Том 48
- Ге́рман Ме́лвилл
  - Моби Дик

Том 49
- Чарльз Ро́берт Да́рвин
  - Происхождение видов путём естественного отбора, или сохранение благоприятствуемых пород в борьбе за жизнь
  - Происхождение человека и половой отбор

Том 50
- Карл Маркс
  - Капитал
- Карл Маркс и Фри́дрих Э́нгельс
  - Манифест коммунистической партии

Том 51
- Лев Никола́евич Толсто́й
  - Война и мир

Том 52
- Фёдор Миха́йлович Достое́вский
  - Братья Карамазовы

Том 53
- Уильям Джеймс
  - Принципы психологии

Том 54
- Зи́гмунд Фрейд
  - Исследования истерии
  - Толкование сновидений
  - Введение в нарциссизм
  - Вытеснение
  - Бессознательное
  - Введение в психоанализ
  - По ту сторону принципа удовольствия
  - Психология масс и анализ человеческого «Я»
  - Я и Оно
  - Мы и смерть
  - Недовольство культурой

## Второе издание
В 1990 было опубликовано второе издание серии Великие книги Западной цивилизации, дополненное 6 томами работ авторов XX века. Кроме того, во втором издании были использованы другие переводы к ряду трудов, из него исключили 4 произведения: «Труд о конических сечениях» Аполлония Пергского, «Жизнь и мнения Тристрама Шенди, джентльмена» Лоренса Стерна, «История Тома Джонса, найденыша» Генри Филдинга и «Аналитическая теория тепла» Жана Фурье. Позднее Адлер выражал сожаление об исключении из серии «Труда о конических сечениях» и «Истории Тома Джонса, найденыша». Он был также против включения в серию «Кандида» Вольтера и говорил, что в Синтопикон необходимо добавить ссылку на Коран. Он считал, что серия получилось слишком западноевропейской, что в ней не хватает произведений, созданных женщинами.
Во второе издание были включены дополнительно следующие работы, созданные авторами до XX века (номера томов могут не совпадать с данными первого издания, поскольку некоторые произведения были перегруппированы — смотри содержание серии):
Том 20
- Жан Кальви́н
  - Наставление в христианской вере (Избранное)

Том 23
- Дезидерий Эразм Роттердамский
  - Похвала глупости

Том 31
- Мольер
  - Школа жен
  - Критика на «Школу жен»
  - Тартюф, или Обманщик
  - Дон Жуан, или Каменный пир
  - Скупой
  - Мещанин во дворянстве
  - Мнимый больной,
- Жан Бати́ст Раси́н
  - Береника
  - Федра

Том 34
- Вольтер
  - Кандид
- Дени́ Дидро́
  - Племянник Рамо

Том 43
- Георг Вильгельм Фридрих Ге́гель
  - «Основания философии права»
  - «Философия истории»
- Сёрен Обю́ Кье́ркегор
  - Страх и трепет
- Фри́дрих Ви́льгельм Ни́цше
  - По ту сторону добра и зла. Прелюдия к философии будущего

Том 44
- Алекси́с Токви́ль
  - Демократия в Америке

Том 45
- Оноре́ де Бальза́к
  - Кузина Бетта

Том 46
- Джейн Остин
  - Эмма
- Джордж Элиот
  - Миддлмарч

Том 47
- Чарльз Джон Хаффем Диккенс
  - Крошка Доррит

Том 48
- Марк Твен
  - Приключения Гекльберри Финна

Том 52
- Генрик (Хенрик) Иоган И́бсен
  - Кукольный дом
  - Дикая утка
  - Гедда Габлер
  - Строитель Сольнес

Шесть томов произведений авторов XX века включают:
Том 55
- Уильям Джеймс
  - Прагматизм
- Анри́ Бергсо́н
  - Введение в метафизику
- Джон Дьюи
  - Образование и жизненный опыт
- Альфред Норт Уайтхед
  - Наука и современный мир
- Бе́ртран А́ртур Уи́льям Ра́ссел
  - Проблемы философии
- Ма́ртин Ха́йдеггер
  - Что такое метафизика
- Лю́двиг Йо́зеф Иога́нн Витгенште́йн
  - Философские исследования
- Карл Барт
  - Слово Божье и слово Человека

Том 56
- Жюль Анри́ Пуанкаре́
  - Наука и гипотеза
- Макс Карл Эрнст Людвиг Планк
  - Научная автобиография и другие работы
- Альфред Норт Уайтхед
  - Основания математики
- Альбе́рт Эйнште́йн
  - Работы по теории относительности
- А́ртур Стэ́нли Э́ддингтон
  - Расширяющаяся Вселенная
- Нильс Хе́нрик Дави́д Бор
  - Атомная физика и человеческое познание (избранное)
  - Дискуссии с Эйнштейном о проблемах теории познания в атомной физике
- Го́дфри Ха́ролд Ха́рди
  - Апология математика
- Ве́рнер Карл Ге́йзенберг
  - Физика и философия
- Э́рвин Ру́дольф Йо́зеф Алекса́ндр Шрёдингер
  - Что такое жизнь? Физический аспект живой клетки
- Феодо́сий Григо́рьевич Добржа́нский
  - Генетика и происхождение видов
- Конрад Хэл Уоддингтон
  - Природа жизни

Том 57
- Торстейн Бунде Веблен
  - Теория праздного класса
- Ричард Генри Тоуни
  - Стяжательное общество
- Джон Ме́йнард Кейнс
  - Общая теория занятости, процента и денег

Том 58
- Джеймс Джордж Фрэзер
  - Золотая ветвь (избранное)
- Максимилиа́н Карл Эми́ль Ве́бер
  - Избранные произведения
- Йохан Хёйзинга
  - Осень Средневековья
- Клод Леви́-Стросс
  - Структурная антропология (избранное)

Том 59
- Ге́нри Джеймс
  - Зверь в чаще
- Джо́рдж Бе́рнард Шо́у
  - Святая Жанна
- Джозеф Конрад
  - Сердце тьмы
- Анто́н Па́влович Че́хов
  - Дядя Ваня
- Луи́джи Пиранде́лло
  - Шесть персонажей в поисках автора
- Марсель Пруст
  - В поисках утраченного времени
- Уилла Сиберт Кэсер
  - Падшая женщина
- Па́уль То́мас Манн
  - Смерть в Венеции
- Джеймс Августин Алоизиус Джойс
  - Портрет художника в юности

Том 60
- Вирджиния Вулф
  - На маяк
- Франц Ка́фка
  - Превращение
- Дэвид Герберт Лоуренс
  - Прусский офицер
- Томас Стернз Элиот
  - Бесплодная земля
- Юджин Глэдстоун О’Нил
  - Траур — участь Электры
- Фрэнсис Скотт Кей Фицджеральд
  - Великий Гэтсби
- Уильям Катберт Фолкнер
  - Роза для Эмили
- Бертольт Брехт
  - Мамаша Кураж и её дети
- Эрнест Миллер Хемингуэй
  - Недолгое счастье Фрэнсиса Макомбера
- Джордж Оруэлл
  - Скотный двор
- Сэ́мюэл Бе́ккет
  - В ожидании Годо

## Критика и реакция редакторов серии

### Критика выбора авторов
Отсутствие четких критериев значимости произведений давало возможность многим критикам утверждать об игнорировании вклада женщин и неевропейских авторов.
Дэвис Норман в своей работе История Европы отмечает, что создатели выбрали для серии
слишком много работ английских и американских авторов. Согласно его подсчетам из 151 автора, работы которых были включены в оба издания серии, 49 английских и американских, 27 французских, 20 немецких, 15 древнегреческих, 9 древнеримских, 6 русских, 4 скандинавских, 3 испанских, 3 итальянских, 3 ирландских, 3 шотландских, и 3 восточноевропейских.
В ответ создатели серии обвиняли критиков в предвзятости и использовании ad hominem. Они утверждали, что подобные критики пытались оценить не саму работу, а их авторов. Тем не менее, нельзя отрицать тот факт, что выбор трудов был обусловлен образованием редакторов, полученном в Англосфере. Некоторые французские критики указывают на то, что такие авторы как Джон Мильтон, Уильям Гарвей, Уильям Гильберт не так широко известны, как Жан Кальвин и Вольтер, труды которых не были включены в первое издание серии.

### Критика выбора произведений
Критике подвергалось и чрезмерное внимание произведениям отдельных авторов. В частности, в серию включены все пьесы Уильяма Шекспира, в то же время нет ни одной из работ Кальдерона де ла Барка или Бена Джонсона. В ответ на это редакторы серии замечали, что невозможно вместить в приемлемое количество томов произведения всех известных авторов. И для желающих каждая тема Синтопикона снабжена ссылками на дополнительную литературу, включая в частности, ссылки на произведения Марлоу и Джонсона.

### Критика трудности восприятия
Критики отмечали достаточную сложность для восприятия неподготовленным читателем научных произведений, включенных в серию.
Из второго издания были исключены произведения Аполлония Пергского и Жана Батиста Фурье, в том числе из-за сложности их восприятия рядовым читателем. Тем не менее, редакторы серии подчеркивали, неподготовленный читатель способен понять гораздо больше, чем об этом думают критики. Роберт Хатчинс так выразил эту мысль в введении к первому изданию серии:

Хотя основная масса людей не имела шанса получить хорошее общее образование, это не значит, что они в принципе не способны это сделать. Задача серии заключается в том, чтобы показать возможность получения такого образования.

### Критика превалирования формы над содержанием
Многие отвергли Синтопикон Адлера из-за его громоздкости и бесполезности. Критики отмечали, что компания могла сэкономить два миллиона долларов просто опубликовав список работ. Агрессивная маркетинговая поддержка от Энциклопедии Британника позволила серьёзно увеличить продажи, без неё покупателей серии было гораздо меньше. Кто-то отмечал, что основной целью приобретения серии зачастую становилось желание лишь продемонстрировать свою причастность к образованной части населения. Кроме того, очень часто страдало качество переводов. Уплотнённый интервал текста также затруднял чтение.
Во втором издании серии особо часто критикуемые переводы произведений были исправлены, плотность шрифта оставили неизменной. Проблема того, читателей серии оказалось существенно меньше покупателей, к сожалению, касается не только данной серии. Синтопикон и планы чтения выступали ориентирами при изучении произведений с точки зрения редакторов серии.

### Критика идеи
Роберт Пирсиг, в своей книге «Дзен и искусство ухода за мотоциклом» от лица Федра одного из главных героев книги критикует проект за непонимание угроз выбора книг:

Он ненавидел их неистово, и резко критиковал работы не потому, что они были неудачно выбраны. Чем больше он их изучал, тем более убеждался в том, что больше всего вреда человек причиняет себе некритически воспринимая чужой образ мыслей.

Редакторы утверждали, что серия содержит работы, представляющие различные точки зрения на важные темы. В предисловии ко второму изданию Мортимер Адлер написал:

Предлагая широкий набор оценок, среди которых могут быть и те, которые только кажутся правдивыми, Синтопикон [равно как и вся серия] приглашает читателя самостоятельно сделать вывод по каждой теме, рассматриваемой в издании.